# Pseudocerastes
Pseudocerastes es un género de serpientes venenosas de la familia Viperidae. Sus especies se distribuyen por Egipto y Oriente Próximo.

## Especies
Se reconocen las 3 especies siguientes:
- Pseudocerastes fieldi Schmidt, 1930
- Pseudocerastes persicus (Duméril, Bibron & Duméril, 1854)
- Pseudocerastes urarachnoides Bostanchi, Anderson, Kami & Papenfuss, 2006